# Palacio Pietracaprina
El Palacio Pietracaprina es un palacio de la ciudad de Montevideo y residencia de la Embajada de Brasil en Uruguay, máxima  y principal representación diplomática de Brasil en el país. Se encuentra ubicado en el Parque Batlle de Montevideo. Es considerado como  uno de los mejores ejemplos de la arquitectura francesa del inicio de siglo XX.

## Historia
A principios del siglo XX le fue encargado a Camille Gardelle la construcción de una suntuosa casa con reminisencias a la arquitectura francesa por Roberto Pietracaprina para su residencia privada, donde todos los ambientes principales estuviesen vinculados hacía el exterior. La construcción fue finalizada en el año 1913.
La propiedad fue adquirida por el gobierno brasileño en 1941. Desde entonces ha sido escenario de importantes encuentros políticos entre ellos el entonces presidente Getúlio Vargas en 1935 o el vicepresidente João Goulart en 1961. Más recientemente recibió la visita  del entonces presidente Luiz Inácio Lula da Silva.

## Galería

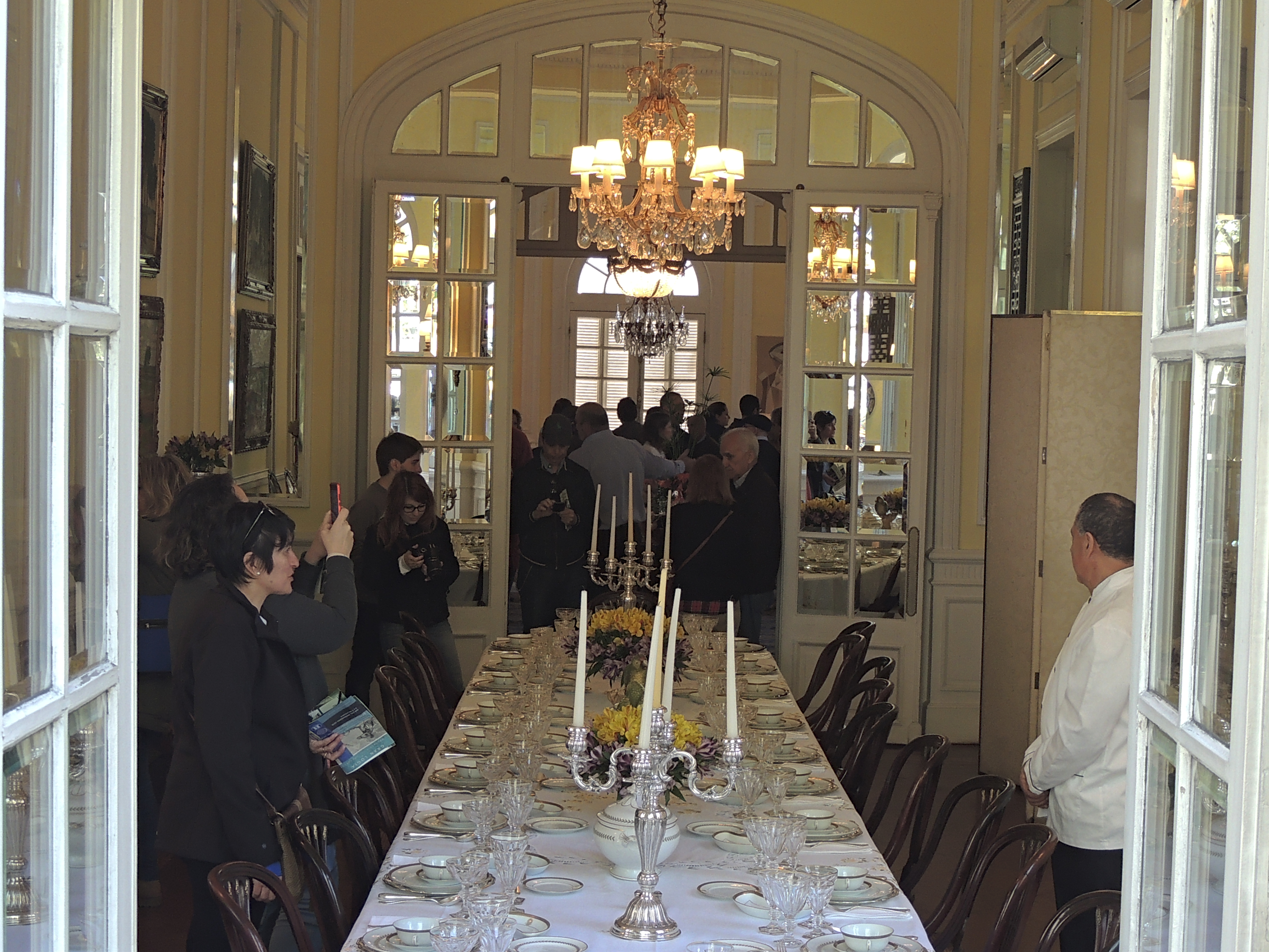
Comedor inglés.
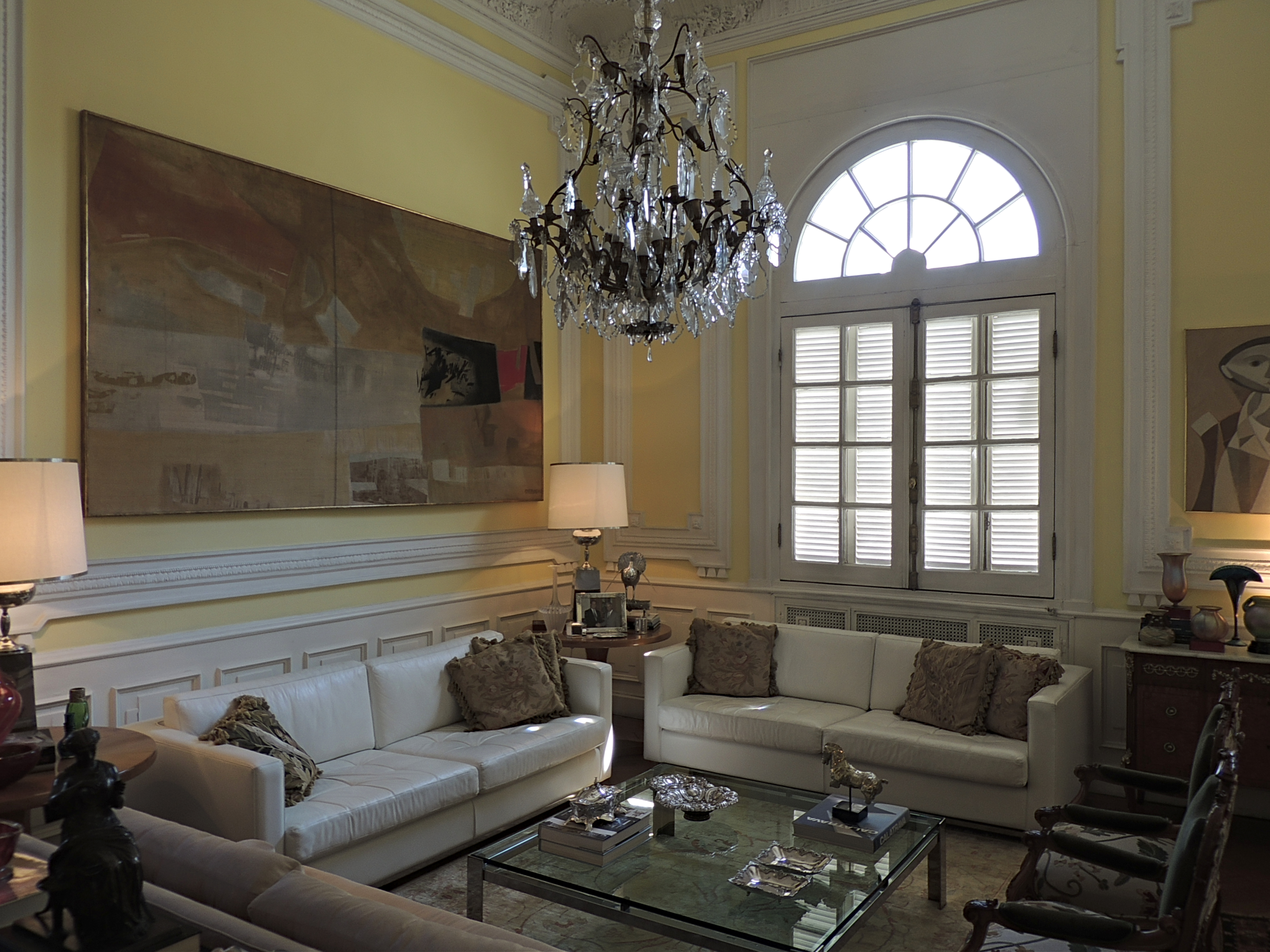
Sala de estar.
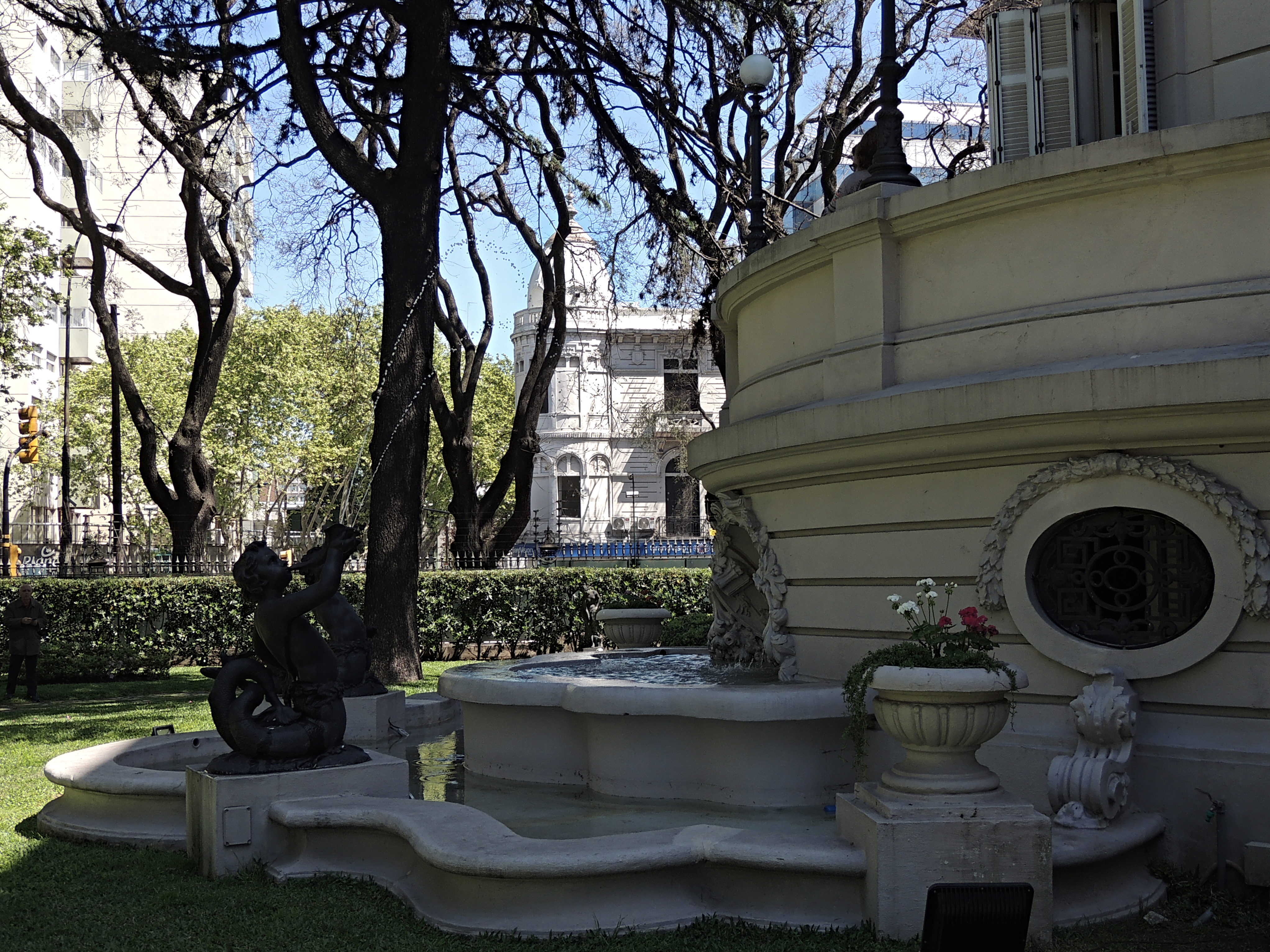
Entorno de los jardines.